# Gốc methylidyne
Methylidyne, còn gọi là carbyne hay monocarbyne, là một hợp chất hữu cơ đơn giản nhất. Phân tử của nó chỉ gồm 1 nguyên tử hydro liên kết với 1 nguyên tử carbon. Nó là hợp chất mẹ của các carbyne, có thể được xem như thu được từ nó bằng cách thay thế các nhóm chức khác cho hydro.
Methylidyne là một chất khí không màu có phản ứng hóa học mạnh, nhanh chóng bị phá hủy trong điều kiện bình thường nhưng có nhiều trong môi trường liên sao (và là một trong những phân tử đầu tiên được phát hiện ở đó).

## Một số phản ứng hóa học

### Phản ứng 1
| +{\displaystyle {\ce {->}}}+ |
| ---------------------------- |

### Phản ứng 2
| +{\displaystyle {\ce {->}}}+ |
| ---------------------------- |